# Petrus Landelius
Petrus Landelius, född 15 mars 1628 i Landeryds församling, död 14 januari 1695 i Löts församling, var en svensk präst.

## Biografi
Landelius föddes 1628 i Landeryds församling. Han var son till bonden Thyres Larsson och Cicilia Pehrsdotter på Söderholmen. Landelius studerade i Linköping och blev 14 juli 1653 student vid Greifswalds universitet. Han prästvigdes 28 juni 1657 till komminister i Vimmerby landsförsamling och blev 1 maj 1658 komminister i Kisa församling. Landelius blev 1 maj 1665 komminister i Herrberga församling. Från 1669 var han krigspräst vid Östgöta infanteriregemente och följde med regementet ut i krig. Han blev 1676 kyrkoherde i Löts församling. Landelius avled 1695 i Löts församling och begravdes 27 februari samma år vid kordörren i Löts kyrka.
Landelius var predikant vid prästmötet 25 juni 1665 och respondes vid prästmötet 25 juni 1666.

### Familj
Landelius gifte sig 21 augusti 1659 med Christina Maria Cirraeus (död 1695). Hon var dotter till kyrkoherden Jonas Laurentii Cirrhæus och Maria Arvidsdotter i Lillkyrka församling. De fick tillsammans barnen Margareta Landelius som var gift med komministern S. Molinus i Löts församling, komministern N. Trysenius i Löts församling och komministern J. Agrelius i Löts församling, fänriken Jonas Landell (1662–1695), Karin Landelius (född 1664) som var gift med en officer, löjtnanten Samuel Landell (1667–1698), löjtnanten Gustaf Landell (född 1670) och Petrus Landell (död 1684).